# Tadorne radjah
Radjah radjah
Genre
Espèce
Statut de conservation UICN

 LC  : Préoccupation mineure
Le Tadorne radjah (Radjah radjah syn. Tadorna radjah) est une espèce d'oiseau de la famille des anatidés.

## Description
Ce tadorne mesure entre 51 et 61 cm. La tête, le cou et le poitrine sont blancs alors que le dessus du corps est noir.
Le bec et les pattes sont roses.

## Habitat
On rencontre cette espèce en Nouvelle-Guinée et dans le nord de l'Australie.
Elle préfère les lagunes côtières, les mangroves et les vasières en bord de mer.

## Biologie
Le tadorne radjah vit en couples ou en petits groupes. La reproduction a lieu au mois de mai, le nid est souvent placé dans un trou d'arbre près de l'eau.
Il se nourrit en pâturant dans les prairies ou en filtrant la vase.
C'est une espèce sédentaire.

## Populations
La population est comprise entre 160 000 et 250 000 oiseaux, l'espèce souffre de la chasse excessive.

## Sous-espèces
Selon la classification de référence du Congrès ornithologique international (version 15.1, 2025) :
- Radjah radjah radjah (Garnot & Lesson, RP, 1828) — îles Moluques et Nouvelle-Guinée ;
- Radjah radjah rufitergum Hartert, EJO, 1905 — du nord-est de l'Australie occidentale au sud-est du Queensland.